# Life Won't Wait
Life Won't Wait es el cuarto álbum de estudio del conjunto de punk rock estadounidense Rancid. Fue publicado en el mercado el 30 de junio de 1998. El disco alcanzó el puesto número 35 de los 200 álbumes más vendidos en los Estados Unidos de aquel año.

## Estilo musical y letras
El álbum se diversifica en el punk rock cotidiano de Rancid y raíces del ska punk y el reggae así como el rockabilly, el hip-hop, el funk también forman parte de este álbum.
Líricamente, el álbum habla de disturbios, revolución, política, y acontecimientos históricos así como referencias que hacen al Illuminati y Bakunin.

## Recepción
Life Won't Wait fue lanzado a la venta el 30 de junio de 1998, y fue el último álbum de Rancid lanzado a través del sello discográfico Epitaph Records. Después de su lanzamiento, la banda firmó contrato con el sello de Tim Armstrong (un subsello de Epitaph), Hellcat Records, que lanzó su siguiente álbum, Rancid en el año 2000. Aunque no fue tan exitoso como ...And Out Come the Wolves, el álbum alcanzó el puesto número 35 en el Billboard 200, convirtiéndose en uno de los más altos puestos alcanzados por Rancid.
Stephen Thomas Erlewine de Allmusic describió el álbum como el contenido una influencia de ska punk. Él elogió la música como " una rebanada poderosa de punk viejo - tan poderoso como cualquiera de sus registros " y reclamaciones " en realidad suena mucho como. El álbum recibió una calificación de 4 y media estrellas.

## Lista de canciones
Todas las canciones escritas y compuestas por Tim Armstrong, excepto donde se indica. 
| N.º | Título                                                                            | Vocales                            | Duración |  |
| 1.  | «Intro»                                                                           |                                    | 0:48     |  |
| 2.  | «Bloodclot» (escrita por Armstrong, Lars Frederiksen)                             | Frederiksen                        | 2:45     |  |
| 3.  | «Hoover Street»                                                                   | Armstrong                          | 4:10     |  |
| 4.  | «Black Lung»                                                                      | Armstrong                          | 1:53     |  |
| 5.  | «Life Won't Wait» (escrita por Armstrong, Frederiksen, Vic Ruggiero, Buju Banton) | Frederiksen, Armstrong, Banton     | 3:48     |  |
| 6.  | «New Dress» (escrita por Armstrong, Frederiksen)                                  | Frederiksen                        | 2:51     |  |
| 7.  | «Warsaw»                                                                          | Armstrong                          | 1:31     |  |
| 8.  | «Hooligans» (escrita por Armstrong, Frederiksen, Ruggiero)                        | Frederiksen                        | 2:33     |  |
| 9.  | «Crane Fist» (escrita por Armstrong, Frederiksen)                                 | Frederiksen, Armstrong             | 3:48     |  |
| 10. | «Leicester Square» (escrita por Armstrong, Frederiksen)                           | Frederiksen                        | 2:35     |  |
| 11. | «Backslide»                                                                       | Armstrong                          | 2:54     |  |
| 12. | «Who Would've Thought»                                                            | Armstrong                          | 2:57     |  |
| 13. | «Cash, Culture and Violence»                                                      | Armstrong                          | 3:10     |  |
| 14. | «Cocktails»                                                                       | Armstrong                          | 3:21     |  |
| 15. | «The Wolf»                                                                        | Frederiksen, Armstrong             | 2:39     |  |
| 16. | «1998» (escrita por Armstrong, Howie Pyro)                                        | Armstrong                          | 2:46     |  |
| 17. | «Lady Liberty» (written by Armstrong, Frederiksen)                                | Frederiksen                        | 2:20     |  |
| 18. | «Wrongful Suspicion» (escrita por Armstrong, Ruggiero)                            | Armstrong                          | 3:32     |  |
| 19. | «Turntable»                                                                       | Armstrong                          | 2:17     |  |
| 20. | «Something in the World Today» (escrita por Armstrong, Frederiksen)               | Frederiksen                        | 2:34     |  |
| 21. | «Corazón de Oro»                                                                  | Armstrong                          | 3:59     |  |
| 22. | «Coppers» (Armstrong, Frederiksen, Dr. Israel)                                    | Frederiksen, Armstrong, Dr. Israel | 5:02     |  |

## Posición en las listas
| Lista (1998)                          | Posición |
| ------------------------------------- | -------- |
| Billboard Music Charts (Norteamérica) | 35       |

## Personal
- Tim Armstrong – vocales, guitarra, productor, remezclas, fotografía
- Lars Frederiksen – vocales, guitarra, productor, fotografía
- Matt Freeman – bajo
- Brett Reed – batería

### Músicos adicionales
- Buju Banton – coros en la canción 5
- Dicky Barrett – coros en la canción 13
- Lester Butler – armónica en la canción 1
- Roddy Byers – guitarra en la canción 8
- Simon Chardiet – guitarra en la canción 19
- Alex Désert – coros en la canción 3
- DJ Q-Maxx 420 (Marq Lyn) – coros en la canción 6
- Santa Fazio – armónica en la canción 14
- Lynval Golding – coros en la canción 8
- Dave Hillyard – saxofón en las canciones 11 y 18
- Dr. Israel – vocales en la canción 22
- Thomas Johnson- percusión en la canción 12
- Kristin Krisapline- coros en la canción 2
- Ollie Lattgenau – coros en las canciones 10 y 15
- Greg Lee – coros en la canción 3
- Roger Miret – coros en la canción 20
- Mark Mullins – trombón en las canciones 11 y 18
- Stephen Perkins – percusión en la canción 22
- Howie Pyro - coros en la canción 2
- Marky Ramone - coros en la canción 2
- Vic Ruggiero – teclados en las canciones 5, 8-9, 11, 13, 18, 21, piano en 5, 9, 12, 14, 18, 21, percusión en 5 y 18, guitarra en 12
- Jamil Sharif – trompeta en canciones 11 y 18
- Neville Staples – coros en la canción 8
- Tim Shaw - coros en la canción 2
- Eric Stefani – piano en la canción 3
- Will Wheaton – coros en las canciones 11 y 21

### Producción
- Thomas "T.J." Johnson – percusión, ingeniería, remezclas
- Bob Ludwig – remasterización
- Jerry Finn – remezclas
- Jim Albert – ingeniería de sonido
- Robi Banerji – ingeniería de sonido
- Albert Cayati – ingeniería de sonido
- Michael "Cooley" Cooper – ingeniería de sonido
- Kevin Dena – ingeniería de sonido
- John Ewing, Jr. – ingeniería de sonido
- Grace Falconer – ingeniería de sonido
- Lior Goldenberg – ingeniería de sonido
- Cappy Japngie – ingeniería de sonido
- Walter Mauceri – ingeniería de sonido
- Spencer Ledyard – ingeniería de sonido
- Steve Mixdorf – ingeniería de sonido
- Jonathan Mooney – ingeniería de sonido
- Ronnie Rivera – ingeniería de sonido
- Michael Rosen – ingeniería de sonido
- Kevin Smith – ingeniería de sonido
- Rohan "Jimjay" Stephens – ingeniería de sonido
- Claus Trelby – ingeniería de sonido
- John Tyree – ingeniería de sonido
- Howard Willing – ingeniería de sonido
- Joe Zook – ingeniería de sonido
- Jesse Fischer – diseño artístico, fotografía